# Peste noire
Pour les articles homonymes, voir Peste noire (homonymie).
La peste noire, aussi appelée grande peste ou mort noire, est une pandémie de peste (principalement bubonique) qui a sévi au milieu du XIVe siècle (pendant le Moyen Âge).
Probablement originaire d'Asie centrale, la pandémie touche l'Europe à travers les invasions mongoles, puis se propage en Afrique du Nord voire en Afrique subsaharienne, faisant jusqu'à 200 millions de victimes à travers le monde. Il s'agit à la fois de la pandémie la plus meurtrière et de la plus grande catastrophe démographique enregistrée dans l'histoire de l'humanité.
En Europe, elle fait environ 25 millions de victimes en cinq ou six ans (1347-1352), soit entre 30 et 60 % de la population. Les conséquences sur la civilisation européenne sont sévères et longues, d'autant que cette première vague est considérée comme le début explosif et dévastateur de la deuxième pandémie de peste, qui dure de façon plus sporadique jusqu'au début du XIXe siècle.
Cette pandémie provoque indirectement la chute de la dynastie Yuan en Chine, affecte l'Empire khmer et affaiblit encore plus ce qui reste de l'Empire byzantin, en déclin depuis le début du XIVe siècle.
Son nom lui a été donné par les historiens modernes ; elle n'est ni la première ni la dernière pandémie de peste, mais c'est la seule à porter ce nom. C'est aussi la première pandémie à avoir été bien décrite par les chroniqueurs de l'époque.

## Origines du terme
Les contemporains désignent cette épidémie sous de nombreux termes : « grande pestilence », « grande mortalité », « maladie des bosses », « maladie des aines », et plus rarement « peste universelle » (qui doit être compris comme un équivalent de fléau universel). Le terme « peste noire » ou « mort noire » apparaît au XVIe siècle. Il semble que « noir » doive ici être pris au sens figuré (terrible, affreux), sans allusion médicale ou clinique.
La popularité de l'expression serait due à la publication, en 1832, de l'ouvrage d'un historien allemand Justus Hecker (de) (1795-1850), Der schwarze Tod im vierzehnten Jahrhundert (« La Mort noire au XIVe siècle »). L'expression devient courante dans toute l'Europe. En Angleterre, le terme usuel de Black Death (mort noire) apparaît en 1843 dans un livre d'histoire destiné à la jeunesse. Au début du XXIe siècle, Black Death reste le nom habituel de cette peste médiévale pour les historiens anglais et américains. En France, le terme « peste noire » est le plus souvent utilisé.
Dans son ouvrage initial de 1832, Hecker dresse la liste des explications de l'emploi de l'adjectif « noir » : le deuil continu, l'apparition d'une comète noire avant l'épidémie, le fait qu'elle ait d'abord frappé les Sarrasins (à peau foncée), la provenance apparente de pays à pierres ou de terres noires, etc.. Cet ouvrage est à la base de celui d'Adrien Phillippe paru en 1853 Histoire de la peste noire.
Dans le langage médical français, jusqu'aux années 1970, le terme peste noire désignait plus particulièrement les formes hémorragiques de la peste septicémique ou de la peste pulmonaire.

## Épidémies précédentes

### Contexte
Les fléaux épidémiques du Moyen Âge s'inscrivent dans le cadre des fluctuations du développement agricole, économique et urbain (croissance démographique et modifications nutritionnelles) et aux mouvements de marchandises et de populations (commerce, guerre) qui en découlent. 
Après la stagnation démographique de l'antiquité tardive, la population européenne triple entre 800 et 1300 du fait de nouvelles pratiques agricoles (assolement triennal, remplacement de l'araire par la charrue, progrès de traction animale, extension des terres cultivées…). Il en découle une urbanisation croissante, un développement commercial (échanges entre l'Europe du Nord, les pays méditerranéens et le Proche-Orient) et des mouvements de population (pèlerinages, allers-retours des invasions vikings et des croisades).
Si le niveau de vie s'améliore, les avantages acquis restent fragiles ou apportent de nouvelles menaces. La société reste à la merci des aléas de production agricole (disettes ou famines qui affaiblissent l'organisme par carence nutritionnelle). La croissance urbaine s'effectue sans hygiène publique conséquente. L'approvisionnement en eau d'une ville dépend habituellement d'une rivière qui reçoit en retour des eaux usées avec pollution en aval, mais la plus forte pollution provient de la stagnation des eaux usées dans les rues.
Il en est de même pour l'hygiène personnelle. Les bains publics ne sont pas disponibles pour tous. Les vêtements sont peu changés car coûteux et difficiles à laver. Les riches, comme les pauvres, portent des puces et des poux.

### Principales épidémies
Le Moyen Âge fut traversé par de nombreuses épidémies, plus ou moins virulentes et localisées, et souvent mal identifiées, incluant grippe, variole et dysenteries. Cette période est marquée par une intoxication digestive à forme épidémique, l'ergotisme par l'ergot du seigle. À partir du Xe siècle, le paludisme à Plasmodium vivax se répand en Europe du Nord en remontant les fleuves et en s'installant dans les zones marécageuses.
La lèpre du Haut Moyen Âge régresse à partir du IXe siècle mais reprend son expansion au XIIe siècle, probablement par retour des Croisades. La tuberculose (dont l'importance est marquée par le toucher des écrouelles) serait liée à la densité urbaine croissante ou à une exportation importante de bovidés infectés, depuis la Lombardie à toute l'Europe occidentale. 
La peste de Justinien (541-767) qui ravagea l'Europe méditerranéenne a été clairement identifiée comme peste due à Yersinia pestis. Elle fut sûrement à l'origine d'un déficit démographique pendant le haut Moyen Âge en Europe du Sud, et indirectement, de l'essor économique de l'Europe du Nord. Elle est considérée comme la première pandémie de peste ; sa disparition au VIIIe siècle reste énigmatique.
L'absence de la peste en Europe dura six siècles. Quand l'Europe occidentale fut de nouveau touchée en 1347-1348, la maladie revêtit tout de suite, aux yeux des contemporains, un caractère de nouveauté et de gravité exceptionnelle, qui n'avait rien de commun avec les épidémies habituelles et archivées,. Pour les plus lettrés, les seules références connues pouvant s'en rapprocher étaient la peste d'Athènes et la peste de Justinien.
Contrairement à la peste de Justinien, qui fut essentiellement bubonique, la peste noire, due aussi à Yersinia pestis, a pu revêtir deux formes : principalement bubonique,, mais aussi pulmonaire, selon les circonstances.

## Chroniqueurs et historiens

### Histoire classique
Il ne manque pas d'écrits contemporains de la peste noire, comme la Nuova chronica du chroniqueur florentin Giovanni Villani, lui-même victime de la peste en 1348. Sa chronique s'arrête en 1346, mais elle est poursuivie par son frère Matteo Villani avec le récit détaillé de cette épidémie. Gabriel de Mussis (en) (1280-1356) de Plaisance est l'auteur d'un Historia de morbo en 1348.
D'autres chroniqueurs notables sont : Gilles Le Muisit à Tournai, Simon de Couvin (?-1367) de Liège, Baldassarre Bonaiuti (it) dit aussi Marchionne di Coppo Stefani (1336-1385) de Florence, Louis Heyligen à Avignon, Michel de Piazza à Messine, et les continuateurs de la chronique de Guillaume de Nangis à Saint-Denis.
De nombreux auteurs, médicaux ou non, ont donné par la suite avis et observations, mais une approche proprement historique de la peste médiévale n'apparaît qu'à la fin du XVIIIe siècle avec Christian Gottfried Gruner (de) (1744-1815) et Kurt Sprengel.
Le tournant décisif est pris en 1832 par Justus Hecker (voir section précédente) qui insiste sur l'importance radicale de la peste noire comme facteur de transformation de la société médiévale. L'école allemande place la peste noire au centre des publications médico-historiques avec Heinrich Haeser (de) (1811-1885), et August Hirsch (1817-1894). Ces travaux influencent directement l'école britannique, aboutissant au classique The Black Death (1969) de Philip Ziegler.

### Histoire multidisciplinaire
La découverte de la bactérie causale Yersinia pestis (1894), puis celle du rôle des rats et des puces, permettent de déterminer un modèle médical de la peste moderne dans la première moitié du XXe siècle. Ce modèle s'impose aux historiens pour expliquer et évaluer la peste médiévale. En même temps, ces chercheurs ont accès à de nouvelles sources locales officielles et semi-officielles, avec l'arrivée dans la deuxième moitié du XXe siècle de démographes, d'épidémiologistes et de statisticiens.
Le modèle initial de Hecker, représentatif d'une « histoire-catastrophe », quasi apocalyptique, est corrigé et nuancé. La peste noire n'est plus un séparateur radical ou une rupture totale dans l'histoire européenne. Nombre de ses effets et de ses conséquences étaient déjà en cours dès le début du XIVe siècle ; ces tendances ont été exacerbées et précipitées par l'arrivée de l'épidémie. Le phénomène « peste noire » est mieux situé dans un contexte historique plus large à l'échelle séculaire d'un ou plusieurs cycles socio-économiques et démographiques.
Un apport décisif est celui de Jean-Noël Biraben qui publie en 1975, Les hommes et la peste en France et dans les pays européens et méditerranéens, où la peste noire (Europe occidentale, 1348-1352) n'est qu'un aspect particulier des épidémies de peste qui se succèdent jusqu'au XVIIIe siècle, englobant l'Europe de l'Est et le Moyen-Orient. Il est suivi en cela par nombre de chercheurs qui abordent la peste à différentes échelles spatio-temporelles, pas forcément centrées sur la peste noire du milieu du XIVe siècle, la plus connue du grand public.
À la fin du XXe siècle, l'étude de la peste noire médiévale apparaît de plus en plus comme multidisciplinaire avec le traitement des données par informatique, l'arrivée de nouvelles spécialités comme l'archéozoologie, la paléomicrobiologie ou la palynologie. Si les notions initiales des premiers historiens paraissent se confirmer en général, la peste noire historique comporte encore de nombreux problèmes en suspens, non ou mal expliqués. Au début du XXIe siècle, elle reste un objet vivant de recherches : mise en cause de données acquises, disputes et controverses avec pluralité de points de vue,,.

## Nature de la maladie

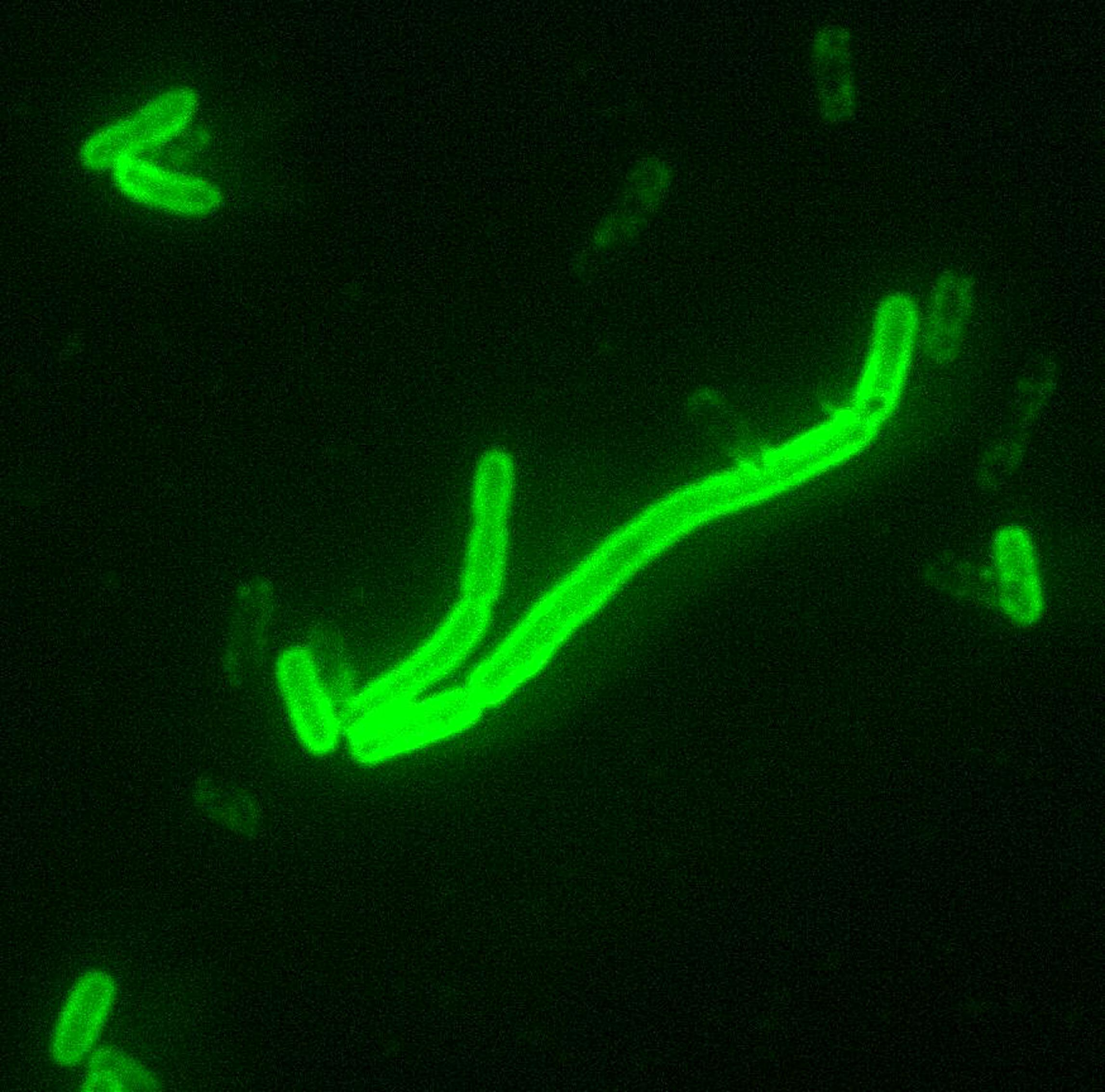
Yersinia pestis, l'agent infectieux responsable de la Peste.

Le premier savoir biomédical moderne sur la peste est fondé sur les travaux menés dans la première moitié du XXe siècle à l'occasion de la troisième pandémie de peste, dite peste de Chine ou peste de Hong Kong. Cette troisième pandémie a donc servi de modèle pour expliquer la peste noire (début de la deuxième pandémie de peste).
Cependant, à partir des années 1970, des historiens et des épidémiologistes notent d'importantes différences entre la peste médiévale et les pestes modernes du XXe siècle. Par exemple, la peste médiévale a un taux de mortalité très élevé par rapport à la peste moderne (d'avant les antibiotiques), et elle se diffuse beaucoup plus vite. De plus les chroniqueurs européens médiévaux ne mentionnent pas de mortalité chez les rats,.
Quelques auteurs ont alors proposé d'autres hypothèses : la peste noire serait une maladie du charbon, une fièvre hémorragique virale pulmonaire, voire « toute maladie autre que la peste bubonique transmise par puce du rat ». D'autres comme une peste, mais transmise différemment par puce de l'homme (sans avoir besoin de rat),.
En 1998, des microbiologistes ont pu mettre en évidence la présence d'ADN de Yersinia pestis dans la pulpe dentaire de squelettes retrouvés sur des sites de la deuxième pandémie. Ces premiers travaux, d'abord contestés, ont été confirmés dans les années 2010, y compris pour la peste noire médiévale,,.
Quoiqu'il existe de nombreuses questions non résolues, la très grande majorité des auteurs (historiens, épidémiologistes, microbiologistes…) considèrent que la peste noire, comme la peste de Justinien (première pandémie de peste), est bien la peste (bubonique ou pneumonique) causée par le bacille Yersinia pestis,.

## Chronologie

### Origines

#### Hypothèses
Les historiens sont en désaccord sur l'origine géographique exacte de la peste noire, mais ils sont unanimes sur son arrivée par la route de la soie, par le nord ou par le sud de la mer Caspienne,.

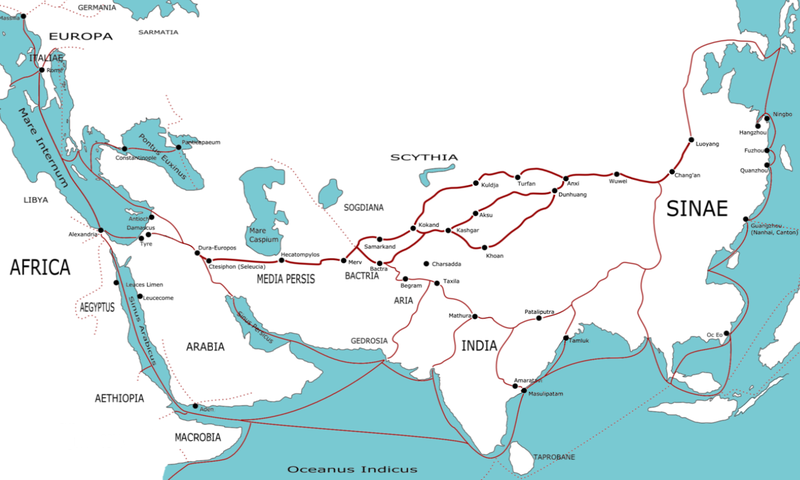
Principales routes de la soie, à la fin de l'Antiquité.

Pour les chroniqueurs musulmans andalous, comme Ibnul Khatib de Grenade, l'épidémie vient de Chine. Ils s'appuient sur le témoignage de marchands venant de Samarcande. Ils rapportent aussi une rumeur circulant chez les voyageurs chrétiens selon laquelle la peste est venue d'Abyssinie. La thèse de l'origine chinoise est reprise jusqu'au début du XXe siècle par des auteurs qui ne font, le plus souvent, que se recopier. Elle s'appuie principalement sur Joseph de Guignes (1758) qui, en citant des annales chinoises, atteste que la capitale est atteinte en 1334.
Quelques chroniqueurs chrétiens voient l'origine de la maladie aux Indes, Giovanni Villani y fait allusion en parlant de feux souterrains et de pluies d'insectes dans ces pays. Des auteurs plus modernes situent l'origine sur les pentes sud de l'Himalaya, en surinterprétant le témoignage d'Ibn Battûta sur une épidémie sévissant à Mathura en 1332 (confusion probable avec Matrah selon Jean-Noël Biraben, en 1975).
Depuis le dernier quart du XXe siècle, les historiens ont tendance à déplacer l'origine de la peste noire vers la mer Noire et le sud de la Russie, réduisant la distance du trajet de la peste noire. Les uns s'appuient sur des données phylogénétiques de Yersinia pestis pour localiser l'origine de la peste noire au Kurdistan irakien, d'autres se basent sur des chroniques médiévales russes pour la placer entre le bassin du Don et celui de la Volga.

Extension de la peste noire 1346-1351, hypothèse de l'Asie centrale.

Enfin, l'hypothèse de l'Asie centrale, en particulier les territoires mongols de la Horde d'Or, est le plus souvent développée, car elle s'appuie sur des données archéologiques (épitaphes de cimetières nestoriens) dans le Kirghizistan, autour du lac Yssyk Koul, datant de 1338-1339. Cette hypothèse est fortement renforcée par des données paléogénétiques d'une étude publiée par la revue Nature le 15 juin 2022 qui localise son origine dans la vallée de Tchouï,,.
Si des historiens s'appuient sur l'existence d'une Pax Mongolica favorisant le commerce, d'autres opposent les troubles politico-militaires de l'islamisation de chefs mongols (ce serait alors les guerres et non le commerce qui facilitent l'épidémie).

#### Déroulement
En 1346, les Mongols de la Horde d'or assiègent Caffa, comptoir et port génois des bords de la mer Noire, en Crimée. L'épidémie, ramenée d'Asie centrale par les Mongols, touche bientôt les assiégés, car les Mongols catapultent les cadavres des leurs par-dessus les murs pour infecter les habitants de la ville. Cependant, pour Boris Bove il est plus plausible d'imaginer que la contamination des Génois est le fait des rats passant des rangs mongols jusque dans la ville, ou selon une théorie récente, plutôt des gerbilles.
Le siège est levé, faute de combattants valides en nombre suffisant : Génois et Mongols signent une trêve. Les bateaux génois, pouvant désormais quitter Caffa, disséminent la peste dans tous les ports où ils font halte : Constantinople est la première ville touchée en 1347, puis la maladie atteint Messine fin septembre 1347, Gênes et Marseille en novembre de la même année. Pise est atteinte le 1er janvier 1348, puis c'est le tour de Spalato, la peste gagnant les ports voisins de Sebenico et de Raguse, d'où elle passe à Venise le 25 janvier 1348. En un an, la peste se répand sur tout le pourtour méditerranéen.
Dès lors, l'épidémie de peste s'étend à toute l'Europe du sud au nord, y rencontrant un terrain favorable : les populations n'ont pas d'anticorps contre cette variante du bacille de la peste, et elles sont déjà affaiblies par des famines répétées, des épidémies, un refroidissement climatique sévissant depuis la fin du XIIIe siècle, et des guerres.
Entre 1345 et 1350, le monde musulman et la région du croissant fertile sont durement touchés par la pandémie. Partie de Haute-Égypte, elle touche Alexandrie, Le Caire en septembre 1348, atteint la Palestine, touche successivement Acre, Sidon, Beyrouth, Tripoli et Damas en juin de la même année. Au plus fort de l'épidémie, Damas perd environ 1 200 habitants par jour et Gaza est décimée. La Syrie perd environ 400 000 habitants, soit un tiers de sa population. C'est après avoir ravagé l'Égypte, le Maghreb et l'Espagne qu'elle se répand finalement en Europe.

### Diffusion

Carte de diffusion de la peste noire en Europe et Afrique du Nord.

La diffusion rapide de la peste est à imputer à l'arrivée du rat noir en Europe. Natif d'Asie, il s'est rapidement propagé par les navires de commerce. Rattus rattus est le réservoir de la peste bubonique, dont le bacille est transmis à l'Homme via des puces, elles autochtones d'Europe.
La peste noire se répand comme une vague et ne s'établit pas durablement aux endroits touchés. Le taux de mortalité moyen — environ trente pour cent de la population totale et soixante à cent pour cent de la population infectée — est tel que les plus faibles périssent rapidement, et le fléau ne dure généralement que six à neuf mois. Seulement cette épidémie de peste dure plusieurs années à cause des rats et des puces, vecteurs de la maladie, qui entretiennent les contaminations.

#### Europe
Depuis Marseille, en novembre 1347, elle gagne rapidement Avignon, en janvier 1348, alors cité papale et carrefour du monde chrétien : la venue de fidèles en grand nombre contribuant à sa diffusion. Début février, la peste atteint Montpellier puis Béziers. Le 16 février 1348, elle est à Narbonne, début mars à Carcassonne, fin mars à Perpignan. Fin juin, l'épidémie atteint Bordeaux. À partir de ce port, elle se diffuse rapidement à cause du transport maritime. L'Angleterre est touchée le 24 juin 1348. Le 25 juin 1348, elle apparaît à Rouen, puis à Pontoise et Saint-Denis. Le 20 août 1348, elle se déclare à Paris. En septembre, la peste atteint le Limousin et l'Angoumois, en octobre le Poitou, fin novembre Angers et l'Anjou. En décembre, elle est apportée à Calais depuis Londres. En décembre 1348, elle a envahi toute l'Europe méridionale, de la Grèce au sud de l'Angleterre. L'hiver 1348-1349 arrête sa progression, avant qu'elle resurgisse à partir d'avril 1349.
En décembre 1349, la peste a traversé presque toute l'Allemagne, le Danemark, l'Angleterre, le Pays de Galles, une bonne partie de l'Irlande et de l'Écosse. Elle continue ensuite sa progression vers l'est et vers le nord, dévastant la Scandinavie en 1350, puis l'Écosse, l'Islande ou le Groenland, s'arrêtant aux vastes plaines inhabitées de Russie en 1351.
Cette progression n'est pas homogène, les régions n'étant pas toutes touchées de la même façon. Des villages, et même certaines villes sont épargnés, comme Bruges, Milan et Nuremberg, au prix de mesures d'exclusion drastiques, et il en est de même pour le Béarn et la Pologne (carte ci-contre).

#### Afrique sub-saharienne
On a longtemps supposé que la peste, actuellement endémique dans une partie de l'Afrique, était arrivée sur ce continent depuis l'Inde et/ou la Chine au XIXe siècle. Des indices, notamment examinés par le programme de recherche GLOBAFRICA de l'Agence nationale de la recherche française, laissent cependant penser qu'on a sous-estimé la présence et les effets de l'épidémie dans la zone subsaharienne médiévale.
À cause du manque d'archives écrites pour cette région et du peu de traces archéologiques dans les zones de forêt tropicale, les historiens et archéologues ont d'abord estimé que la bactérie Yersinia pestis n'avait pas traversé le Sahara vers le sud via les puces et rats ou des navires marchands côtiers. On n'avait pas non plus retrouvé dans ces régions de grandes « fosses à peste » comme en Europe. Et les récits d'explorateurs venus d'Europe aux XVe et XVIe siècles ne rapportent pas de témoignages sur une grande épidémie.
Depuis, l'archéologie s'est alliée à l'histoire et à la génétique, plaidant pour une possible dévastation de la zone subsaharienne par la peste à l'époque médiévale. Elle s'y serait propagée via les voies commerciales reliant alors ces régions à d'autres continents.
À Akrokrowa (Ghana) les archéologues ont trouvé une communauté agricole médiévale très développée qui a subi un effondrement démographique au moment même où la peste noire ravageait l'Eurasie et l'Afrique du Nord, puis des découvertes similaires ont été faites dans le cadre du projet GLOBAFRICA pour des périodes situées au XIVe siècle à Ife (Nigeria chez les Yorubas), de même sur un site étudié à Kirikongo (Burkina Faso) où la population semble avoir été brutalement divisée par deux durant la seconde moitié du XIVe siècle. Dans ces cas il n'y a pas de signes contemporains de guerre ou de famine, ni de migration. Ces changements évoquent ceux observés ailleurs, notamment dans les îles britanniques lors de la peste de Justinien du VIe au VIIIe siècle.
Les archives historiques éthiopiennes ont aussi commencé à livrer des mentions d'épidémies jusqu'ici ignorées pour la période allant du XIIIe au XVe siècle, dont l'une évoque une maladie qui a tué « un si grand nombre de gens que personne n'a été laissé pour enterrer les morts » et au CNRS, l'historienne Marie-Laure Derat a découvert qu'au XVe siècle, deux saints européens adoptés par la culture et l'iconographie éthiopienne ancienne, étaient associés à la peste (Saint Roch et Saint Sébastien).
En 2016, les généticiens ont aussi mis en évidence un sous-groupe distinct de Y. pestis qui pourrait être arrivé en Afrique de l'Est vers le XVe – XVIe siècle, uniquement trouvé en Afrique orientale et centrale, phylogénétiquement proche de l'une des souches connues pour avoir dévasté l'Europe au XIVe siècle (c'est même le parent encore vivant de la peste noire le plus proche, note une historienne de la peste Monica Green). Un autre variant de la bactérie (aujourd'hui disparu) avait déjà sévi dans l'ouest de l'Afrique et peut-être même au-delà. Pour étayer cette hypothèse, de l'ADN ancien est cependant encore nécessaire.

### Héritage génétique de la peste noire
L'épidémie de peste noire ayant coûté la vie à 30-50 % des populations des régions touchées, il semble logique aujourd'hui qu'elle ait sélectionné des gènes protecteurs, même peu. Cette hypothèse est vérifiée en 2022 par l'analyse génétique de la pulpe dentaire de 206 Européens ayant vécu avant, pendant ou après la pandémie, et étant morts ou non de la peste. Quatre gènes ont effectivement été sélectionnés, tous impliqués dans la production de protéines jouant un rôle dans le système immunitaire. Le plus important semble être le gène ERAP2 (en), dont les porteurs homozygotes pour certains allèles présentent un taux de survie supérieur de 40 à 50 % à celui des porteurs d'un ou deux autres allèles. Les chercheurs ont aussi vérifié expérimentalement que les allèles protecteurs permettent aux macrophages d'absorber et digérer plus efficacement la bactérie Yersinia pestis. En revanche, ces gènes qui ont contribué au reflux de la peste sont responsables d'une sensibilité accrue à la maladie de Crohn et à la polyarthrite rhumatoïde,,.

## Guerres et peste
Les rapports entre la guerre et la peste s'expliquent de diverses façons selon les historiens, et il n'est pas toujours facile de distinguer entre les causes et les conséquences.

### Guerre de Cent Ans
Les effets de la guerre de Cent Ans paraissent limités car elle n'est jamais totale (étendue géographique et dans le temps — existence de trêves). L'impact démographique direct est faible et ne concerne que la noblesse, quoique des massacres de populations civiles soient attestés (Normandie, région parisienne). Il n'en est pas de même pour les conséquences indirectes liées à l'économie de guerre (pillage, rançon, impôts) : la misère, l'exode, la mortalité sont aggravés. Le bon sens populaire associe la guerre et la peste dans une même prière : « Délivre-nous, Seigneur, de la faim, de la peste et de la guerre ».
La peste frappe Anglais et Français, assiégeants et assiégés, militaires et civils, sans distinction. Cette mortalité par peste est sans commune mesure avec les pertes militaires au combat (une armée de plus de dix mille hommes est exceptionnelle à l'époque). La guerre tue par milliers sur un siècle, la peste par millions en quelques années. La peste est l'occasion d'interrompre la guerre de Cent Ans (prolongation de la trêve de Calais en 1348), mais elle n'en change guère le cours en profondeur. La proximité de la peste limite les opérations (évitement des zones où la peste sévit). Des bandes armées ont pu disséminer la peste, mais aucune armée n'a été décimée par la peste durant la guerre de Cent Ans.

### Autres conflits
D'autres historiens insistent sur l'influence de la peste sur le déroulement des opérations militaires, surtout en Méditerranée : la fin du siège de Caffa, la mort d'Alphonse XI lors du siège de Gibraltar, la réduction des flottes de guerre de Venise et de Gênes, l'ouverture de la frontière nord de l'Empire byzantin, la dispersion de l'armée de Abu Al-Hasan après la bataille de Kairouan (1348), l'arrêt de la Reconquista pour plus d'un siècle, etc.

## Conséquences démographiques et socio-économiques
La peste eut d'importantes conséquences démographiques, économiques, sociales et religieuses.
Les sources documentaires sont assez éparses et couvrent généralement une période plus longue, mais elles permettent une approximation assez fiable. Les historiens s'entendent pour estimer la proportion de victimes entre 30 et 60 % de la population européenne, soit entre 25 et 45 millions de personnes,. Les villes sont plus durement touchées que les campagnes, du fait de la concentration de la population, et aussi des disettes et difficultés d'approvisionnement provoquées par la peste (chute de la production céréalière dans les campagnes). Par exemple en Italie, entre 40 % et 60 % de la population urbaine sont affectées par la bactérie alors que le pourcentage en campagne est beaucoup plus faible.
Au niveau mondial, il faut ajouter les morts de l'empire byzantin, du monde musulman, du Moyen-Orient, de la Chine et de l'Inde, dont les données sont peu connues. Adrien Philippe estimait les pertes comme suit :
« Le tiers au moins de la population européenne a été emportée par le fléau. L’Europe comptant aujourd’hui 210 millions d’habitants [en 1853], on peut sans exagérer porter à 110 millions la population de ce continent au XIVe siècle. Cette partie du monde a donc perdu 37 millions d’habitants, auxquels il faut ajouter les 13 millions de la Chine, et les 24 millions des autres contrées de l’Asie et de l’Afrique (du Nord) : ce qui élève le total pour le monde entier à 74 millions. C’est le minimum,. »
En effet, la population de la Chine aurait diminué de moitié entre 1200 et 1400 (passant de 120 à 65 millions), du fait de l'invasion mongole, de catastrophes climatiques, de famines et de la peste, dont il est difficile de mesurer les parts respectives. Par ailleurs, des recherches archéologiques récentes faites en Afrique subsaharienne, non seulement sur la côte Est - activement fréquentée par les Arabes - mais aussi à l'Ouest, le long du golfe de Guinée, ont révélé l'existence de nombreuses cités abandonnées à cette époque, sans trace de violence, mais en des lieux devenus tabous et désertés ; on constate aussi la disparition (provisoire) de certaines techniques comme l'art du bronze. Il conviendrait donc d'ajouter environ vingt millions d'Africains à ce bilan[réf. souhaitée].
Selon les sources, la peste noire aurait fait entre 75 et 200 millions de morts au XIVe siècle, ; mais en réalité, les sources universitaires attribuent le chiffre de 200 millions de victimes à l'ensemble des trois épidémies mondiales de peste, depuis la peste de Justinien (541-767) jusqu'au début du XXIe siècle,. Cette pandémie fut certainement la plus considérable de l'histoire, avec une létalité des malades supérieure à 50 %, et une mortalité d'environ 20 % de la population mondiale (30 % sur les trois continents touchés), qui comptait alors 420 à 450 millions d'individus, et qui tomba à 360 millions. Par comparaison, la grippe espagnole (1917-1922) a peut-être tué 100 millions de personnes en chiffres absolus, mais sur une population de 1,8 milliard, soit moins de 6 %, ce qui, joint aux pertes de la guerre mondiale, explique son moindre impact dans l'imaginaire collectif de l'époque.

### En Occident

#### Conséquences économiques
Il existait déjà une récession économique depuis le début du XIVe siècle, à cause des famines et de la surpopulation (il y eut en 1315-1317 une grande famine européenne qui stoppa l'expansion démographique et prépara le terrain à l'épidémie).
Cette récession se transforma en chute brutale et profonde avec la peste noire et les guerres. La main-d'œuvre vint à manquer et son coût augmenta, en particulier dans l'agriculture. De nombreux villages furent abandonnés, les moins bonnes terres retournèrent en friche et les forêts se redéveloppèrent. En France, la production céréalière et celle de la vigne chutèrent de 30 à 50 % selon les régions.

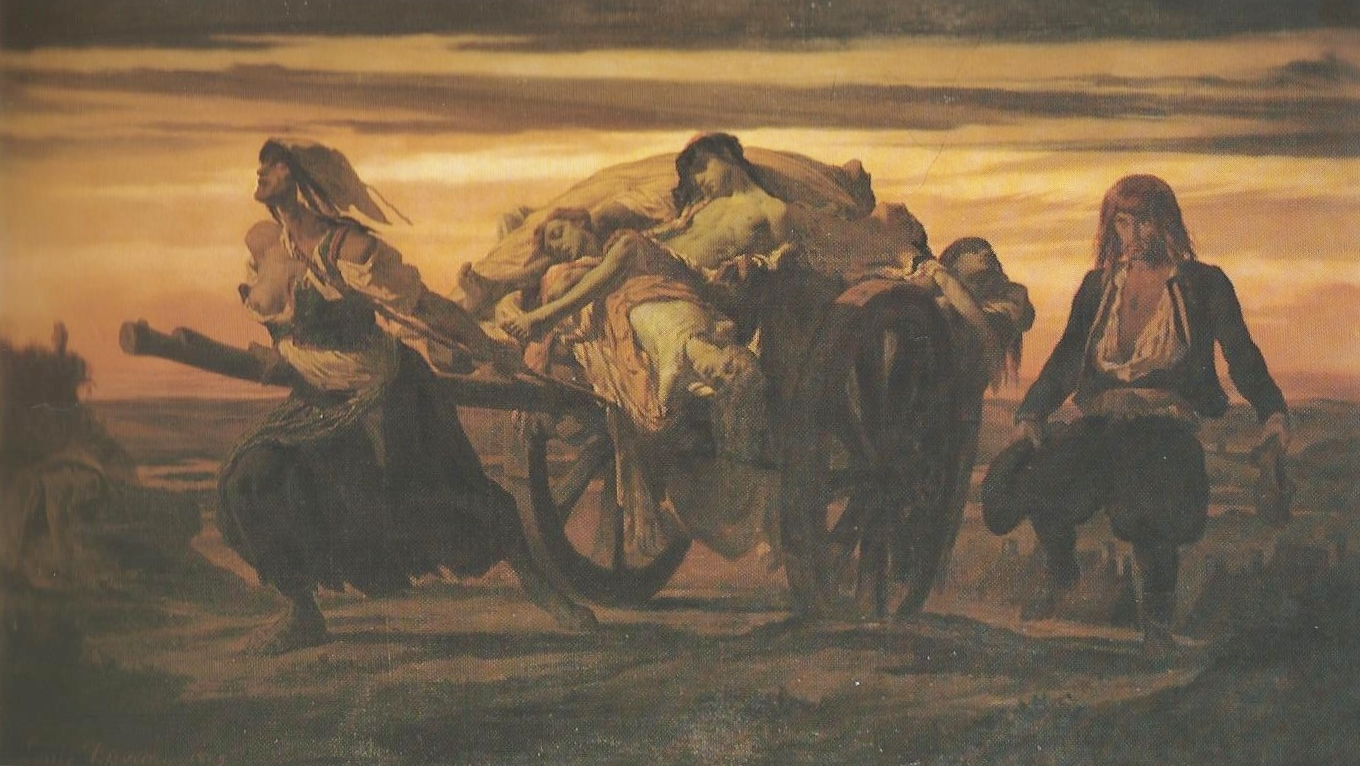
Louis Duveau : La Peste d'Elliant (1849, musée des Beaux-Arts de Quimper).

Les propriétaires terriens furent contraints de faire des concessions pour conserver ou obtenir de la main-d'œuvre, ce qui se solda par la disparition du servage. Les revenus fonciers s'effondrèrent à la suite de la baisse du taux des redevances et de la hausse des salaires ; le prix des logements à Paris fut divisé par quatre.
Les villes se désertifièrent les unes après les autres, la médecine de l'époque n'ayant ni la connaissance de la cause de l'épidémie ni les capacités de la juguler. Cette désertification fut compensée par un exode rural pour repeupler les villes, dans un rayon moyen de 30 à 40 km autour des villes et des gros bourgs.

#### Mortalité et démographie
La France ne retrouva son niveau démographique de la fin du XIIIe siècle que dans la seconde moitié du XVIIe siècle.
En France, entre 1340 et 1440, la population décrut de dix-sept à dix millions d'habitants, une diminution de 41 %. La France avait retrouvé le niveau de l'ancienne Gaule. Le registre paroissial de Givry, en Saône-et-Loire - l'un des plus précis - montre que, pour environ 1 500 habitants, on a procédé à 649 inhumations en 1348, dont 630 de juin à septembre, alors que cette paroisse en comptait habituellement environ quarante par an : cela représente un taux de mortalité de 40,6 %. D'autres registres, comme celui de l'église Saint-Nizier de Lyon, confirment l'ordre de grandeur de Givry (30 à 40 %).
Une source indirecte de mortalité est l'étude des séries de legs et testaments enregistrés. Par exemple, les historiens disposent des données de Besançon et de Saint-Germain-l'Auxerrois, qui montrent que les legs et les testaments décuplent en 1348-1349 par rapport à 1347, mais l'interprétation en est délicate. « La mortalité précipite les hommes non seulement chez leur confesseur mais aussi chez leur notaire […] mais [cela] ne permet pas de la mesurer, car il dépend autant, sinon plus, de la peur de la maladie qui multiplie les legs pieux que des ravages de la peste elle-même ».
C'est l'Angleterre qui nous a laissé le plus de témoignages, ce qui, paradoxalement, rend l'estimation du taux de mortalité plus ardue, les historiens fondant leurs calculs sur des documents différents : les chiffres avancés sont ainsi entre 20 et 50 %. Cependant, les estimations de population entre 1300 et 1450 montrent une diminution située entre 45 et 70 %. Même si là encore la baisse de population était en cours avant l'éclosion de la peste, ces estimations rendent le 20 % peu crédible, ce taux étant fondé sur des documents concernant des propriétaires terriens laïcs qui ne sont pas représentatifs de la population, essentiellement paysanne et affaiblie par les disettes.
Dans le reste de l'Europe, les historiens tentent d'approcher la mortalité globale par des études de mortalité de groupes socio-professionnels mieux documentés (médecins, notaires, conseillers municipaux, moines, évêques). En Italie, il est communément admis par les historiens que la peste a tué au moins la moitié des habitants. Seule Milan semble avoir été épargnée, quoique les sources soient peu nombreuses et imprécises à ce sujet. Des sources contemporaines citent des taux de mortalité effrayants : 80 % des conseillers municipaux à Florence, 75 % à Venise, etc. En Espagne, la peste aurait tué de 30 à 60 % des évêques.
En Autriche, on a compté quatre mille victimes à Vienne, et 25 à 35 % de la population mourut. En Allemagne, les populations citadines auraient diminué de moitié, dont 60 % de morts à Hambourg et Brême.

### Empire byzantin
L'Empire byzantin est durement touché lui aussi par la peste : il connaîtra neuf vagues épidémiques majeures du XIVe siècle au XVe siècle (de 1347 à 1453) d'une durée moyenne de trois ans espacées d'une dizaine d'années. La peste touche particulièrement Constantinople, le Péloponnèse, la Crète et Chypre. Cependant, l'Empire byzantin est aussi affaibli par des défaites militaires, des guerres civiles ou des tremblements de terre, en sorte que la peste noire accentue son déclin, mais ne le provoque pas.
L'histoire médiévale de cette région montre que les ambitions économiques, politiques et militaires étaient plus fortes que la peur de la peste. Le commerce et la guerre contribuent à propager la maladie, les hommes finissant par intégrer la peste comme une part de leur vie. Après la chute de Constantinople, l'Empire ottoman subira aussi de graves épidémies de peste jusqu'à la fin du XVIe siècle.

### Monde musulman
Ibn Khaldoun, philosophe et historien musulman du XIVe siècle, de Tunis, évoque dans son autobiographie la perte de plusieurs membres de sa famille dont sa mère en 1348 et son père en 1349, de ses amis et de ses professeurs à cause de la peste. Il évoquera à plusieurs reprises ces événements tragiques, notamment dans la Muqaddima (traduite en Prolégomènes) :

« Une peste terrible vint fondre sur les peuples de l'Orient et de l'Occident ; elle maltraita cruellement les nations, emporta une grande partie de cette génération, entraîna et détruisit les plus beaux résultats de la civilisation. Elle se montra lorsque les empires étaient dans une époque de décadence et approchaient du terme de leur existence ; elle brisa leurs forces, amortit leur vigueur, affaiblit leur puissance, au point qu'ils étaient menacés d'une destruction complète. La culture des terres s'arrêta, faute d'hommes ; les villes furent dépeuplées, les édifices tombèrent en ruine, les chemins s'effacèrent, les monuments disparurent ; les maisons, les villages, restèrent sans habitants ; les nations et les tribus perdirent leurs forces, et tout le pays cultivé changea d'aspect. »

Le bilan humain en Méditerranée orientale est difficile à évaluer, faute de données fiables (manque de données démographiques, difficulté à interpréter les chroniques). On cite quelques données significatives : la plus grande ville de l'islam à cette époque est Le Caire avec près de 500 000 habitants ; sa population chute en quelques années à moins de 300 000. La ville avait 66 raffineries de sucre en 1324, elle en a 19 en 1400. Le repeuplement des grandes villes se fait aux dépens des campagnes, dans un contexte de disettes et de crises économiques et monétaires. En Égypte, le dirham d'argent est remplacé par du cuivre. Alexandrie qui comptait encore 13 000 tisserands en 1394, n'en compte plus que 800 en 1434.

## Réactions collectives
Face à la peste, et à son angoisse, les populations réagissent par la fuite, l'agressivité ou la projection. La fuite est générale pour ceux qui en ont la possibilité. Elle se manifeste aussi dans le domaine moral, par une fuite vers la religion, les médecins, charlatans et illuminés, ou des comportements par mimétisme (manie dansante, hystérie collective…).
L'agressivité se porte contre les Juifs et autres prétendus semeurs de peste (lépreux, sorcières, mendiants…), ou contre soi-même (de l'auto-flagellation jusqu'au suicide). La projection est l'œuvre des artistes : les figurations de la peste et leurs motivations seraient comme une sorte d'exorcisme, modifiant les sensibilités, en particulier les danses macabres.
Les réactions les plus particulières à l'époque de la peste noire sont les violences contre les Juifs et les processions de flagellants. Le Juif Agimet de Genève, par exemple, aurait été envoyé à Venise, en Calabre, en Apulie et encore à Toulouse par le rabbin Peyret de Chambray avec des doses de poisons à placer dans des puits.

### Violences contre les Juifs

#### Déroulement
Dès 1348, la peste provoque des violences antijuives en Provence. Les premiers troubles éclatent à Toulon dans la nuit du 13 au 14 avril 1348. Quarante Juifs sont tués et leurs maisons pillées. Les massacres se multiplient rapidement en Provence, les autorités sont dépassées à Apt, Forcalquier et Manosque. La synagogue de Saint-Rémy-de-Provence est incendiée (elle sera reconstruite hors de la ville en 1352). En Languedoc, à Narbonne et Carcassonne, des Juifs sont massacrés par la foule. En Dauphiné, des Juifs sont brûlés à Serres. N'arrivant pas à maîtriser la foule, le dauphin Humbert II fait arrêter les Juifs pour éviter les massacres. Ceux-ci se poursuivent à Buis-les-Baronnies, Valence, la-Tour-du-Pin, et Pont-de-Beauvoisin où des Juifs sont précipités dans un puits qu'on les accuse d'avoir empoisonné. D'autres massacres ont lieu en Navarre et en Castille. Le 13 mai 1348, le quartier juif de Barcelone est pillé.
En juillet, le roi de France Philippe VI fait traduire en justice des Juifs accusés d'avoir empoisonné les puits. Six Juifs sont pris à Orléans et exécutés. Le 6 juillet, le pape Clément VI d'Avignon proclame une bulle en faveur des Juifs, montrant que la peste ne fait pas de différences entre les Juifs et les chrétiens, il parvient à prévenir les violences au moins dans sa ville. Ce n'est pas le cas dans le comté de Savoie qui, au mois d'août, devient le théâtre de massacres. Amédée VI de Savoie tente de protéger puis laisse massacrer les Juifs du ghetto de Chambéry. En septembre 1348, des Juifs de la région du château de Chillon sur le lac Léman, sont torturés jusqu'à ce qu'ils avouent, faussement, avoir empoisonné les puits. Leurs confessions provoquent la fureur de la population qui se livre à des massacres et à des expulsions. En octobre, les massacres continuent dans le Bugey, à Miribel et en Franche-Comté.
Les Ashkénazes d'Allemagne sont victimes de pogroms. Trois cents communautés sont détruites ou expulsées. Six mille Juifs sont tués à Mayence. Nombre d'entre eux fuient vers l'est, en Pologne et en Lituanie.
Plusieurs centaines de Juifs sont brûlés vifs lors du pogrom de Strasbourg le 14 février 1349, d'autres sont jetés dans la Vienne à Chinon. En Autriche, le peuple, pris de panique, s'en prend aux communautés juives, les soupçonnant d'être à l'origine de la propagation de l'épidémie, et Albert II d'Autriche doit intervenir pour protéger ses sujets juifs.

#### Interprétations
Si les accusations contre les Juifs ont été largement répandues dans toute l'Europe occidentale, les violences se concentrent dans des régions bien limitées (essentiellement l'axe économique Rhône-Rhin). En Angleterre, les Juifs sont accusés, mais non persécutés, à cause de leur évidente pauvreté (les banquiers et riches commerçants juifs ont été expulsés par Édouard Ier en 1290). En Scandinavie, on accuse aussi les Juifs d'empoisonner les puits, mais il n'y a pas de Juifs en Scandinavie. Les chroniqueurs arabes, de leur côté, ne mentionnent pas de persécutions contre les Juifs à l'occasion d'épidémies de peste.
Un autre facteur est l'importance des communautés médicales juives en Provence. Du tiers à la moitié des médecins provençaux connus du XIIe siècle au XVe siècle étaient juifs. La petite ville de Trets comptait six médecins juifs et un chrétien au XIVe siècle. L'arrivée de la peste noire en Provence met à nu l'impuissance de la médecine, et par là, celle des Juifs, dont le savoir des remèdes se serait retourné contre eux. On croit qu'ils reçoivent, par la mer, des sachets de venin réduit en poudre qu'ils sont chargés de répandre.
Selon J.N. Biraben, la richesse des Juifs aurait pu jouer un rôle, à cause de leur situation de prêteurs, faisant appel aux autorités pour faire régler leurs débiteurs. La peste aurait mis le feu aux poudres, les héritiers des morts de peste se retrouvant débiteurs ; cela est bien documenté pour la région de Strasbourg, mais reste hypothétique ailleurs. Selon l'historien Samuel Kline Cohn, les persécutions sont le fait de personnes de haut rang qui les planifient avant de les mettre en œuvre, non pas tant pour des raisons économiques, que pour des raisons sacrificielles. Dans les villes allemandes, les massacres précèdent l'épidémie, ce qui indiquerait qu'ils étaient censés apaiser la colère divine.

#### Trésors de peste

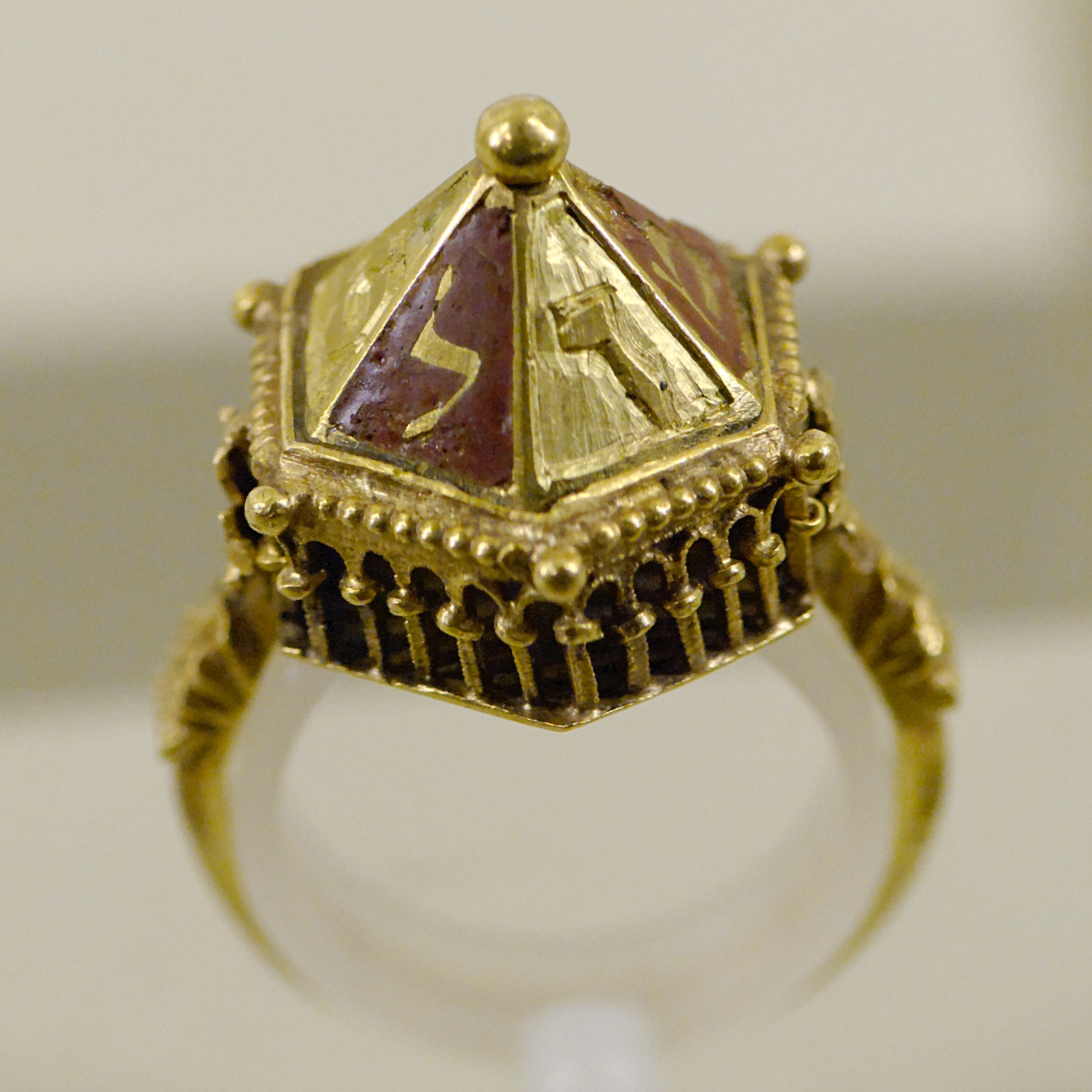
Bague juive de mariage, début du XIVe siècle, or ciselé et émaillé, du trésor de Colmar.

Lorsque les violences s'approchent des régions rhénanes, durant l'hiver 1348-1349, les familles juives d'Allemagne cachent monnaies et objets précieux dans ou autour de leur maison. De nombreux trésors sont enterrés ou emmurés, puis abandonnés à la mort ou la fuite de leurs propriétaires. Plusieurs de ces trésors ont été retrouvés, témoignant de la vie et de la culture juive médiévale en Europe.
Parmi les trésors étudiés les plus importants, le premier a été trouvé à Weissenfels en 1826, d'autres à Colmar (1863), Bâle (1937), Cologne (1953)… La découverte la plus récente étant celle du trésor d'Erfurt en 1998,.
Le trésor de Colmar appartient au musée de Cluny de Paris qui l'a exposé avec le trésor d'Erfurt du 25 avril au 3 septembre 2007. Ces trésors sont identifiés par leur lieu de découverte, leur datation et la présence caractéristique de bagues de mariage juives,.

### Processions de flagellants
Des groupes de flagellants se forment, tentant d'expier les péchés, avant la parousie, dont ils pensent que la peste est un signe annonciateur. Cependant, ces groupes restent extrêmement marginaux ; la plupart des chrétiens font face au fléau par une piété redoublée mais ordinaire, et encadrée par un clergé qui réprouve les excès.

### Danses maniaques
La disparition d'une partie du clergé entraîne une résurgence de comportements superstitieux ou inhabituels, liés à une contagion par imitation lors de stress collectifs. C'est notamment le cas de la manie dansante ou épidémie de danse de saint Guy (ou saint Vit ou Vitus).
Déjà signalée dans les populations germaniques au XIIIe siècle, une manie dansante survient en Lusace, près de la Bohême, en 1349 à l'approche de la peste noire. Des femmes et jeunes filles se mettent à danser devant un tableau de la Vierge Marie. Elles dansent nuit et jour, jusqu'à l'effondrement, puis se relèvent et recommencent après un sommeil réparateur.
En juillet 1374, dans plusieurs villes du Rhin moyen, des centaines de jeunes couples se mettent à danser et chanter, circulant dans toute la région. Les spectateurs les imitent et se joignent à eux. Le mauvais temps les arrête en novembre, mais chaque été, ils recommencent jusqu'en 1381. Le clergé parvient à les contrôler en les conduisant en pèlerinage.
Le phénomène se retrouve en 1414 à Strasbourg pour se répandre en Allemagne ; il se répète en 1463 à Metz. Le plus documenté est l'épidémie dansante de 1518 à Strasbourg, liée à des tensions sociales et économiques, et aux menaces répétées et imprévisibles d'épidémies de peste.
Le rapport entre ces danses maniaques et le thème artistique de la danse macabre reste peu clair.

## Moyens thérapeutiques
La médecine du XIVe siècle est impuissante face à la peste qui se répand. Les médecins utilisent plusieurs moyens simultanément, car nul traitement unique n'a de succès ou même n'est meilleur qu'un autre. La médecine galénique, basée sur la théorie humorale, privilégie les remèdes internes, mais dès le début de la peste noire, elle tend à être supplantée par une théorie miasmatique basée sur un « venin » ou « poison ». Le poison de la peste pénètre le corps à partir de l'air infect ou par contact (personne ou objet).
Toutes ces théories peuvent se combiner : la peste est une pourriture des humeurs due à un poison transmissible par air ou par contact. Ce poison est un principe de corruption provenant des profondeurs de la terre (substances en putréfaction), qui s'élève dans l'air, à la suite d'un phénomène « météo-géologique » (tremblement de terre, orage…) ou astronomique (conjonction de planètes, passage de comète…), et qui retombe sur les humains.
La distinction entre moyens médicaux, religieux, folkloriques ou magiques, est faite par commodité, mais l'ensemble de ces moyens est largement accepté par les médecins savants de l'époque.

### Remèdes externes
Ils ont pour but soit d'empêcher la pénétration du poison, soit de faciliter sa sortie. Contre l'air empoisonné, on se défend par des fumigations de bois ou de plantes aromatiques.
Les médecins arabes ont remarqué que les survivants de peste sont plutôt ceux dont les bubons ont suppuré (se sont vidés de leur pus). Selon leur avis, les chirurgiens de peste incisent ou cautérisent les bubons. Ils le font dans des conditions non stériles, occasionnant souvent des surinfections.
De nombreux onguents de diverses compositions (herbes, minéraux, racines, térébenthine, miel…) peuvent enduire les bubons et le reste du corps (à visée préventive ou curative). On utilise parfois des cataplasmes à base de produits répugnants (crapauds, asticots, bile et fiente d'origines diverses…) selon l'idée que les poisons attirent les poisons. Ainsi les parfums empêchent la pénétration du poison, et les mauvaises odeurs facilitent sa sortie.
Les saignées ont pour but d'évacuer le sang corrompu, ce qui le plus souvent affaiblit les malades.
Les bains chauds, les activités physiques qui provoquent la sudation comme les rapports sexuels, sont déconseillés, car ils ouvrent les pores de la peau et rendent le corps plus vulnérable aux venins aériens.

### Remèdes internes
La médecine de Galien insiste sur les régimes alimentaires et de vie. Selon la théorie des humeurs, la putréfaction est de nature « chaude et humide », elle doit être combattue par des aliments de nature « froide et sèche », faciles à digérer. La liste et les indications de tels aliments varient selon les auteurs de l'époque.
Une attitude morale tempérée est protectrice car les principales passions qui ouvrent le corps à la pestilence sont la peur, la colère, le désespoir et la folie.
Les contre-poisons utilisés sont des herbes telles que la valériane, la verveine, ou des produits composés complexes connus depuis l'Antiquité comme la thériaque. Les antidotes minéraux sont des pierres ou métaux précieux, décapés ou réduits en poudre, pour être avalés en jus, sirop, ou liqueur : or, émeraude, perle, saphir.
Les remèdes visent à expulser le poison : les émétiques, les purgatifs, les laxatifs, épuisent les malades plus qu'autre chose.

### Moyens religieux et magiques

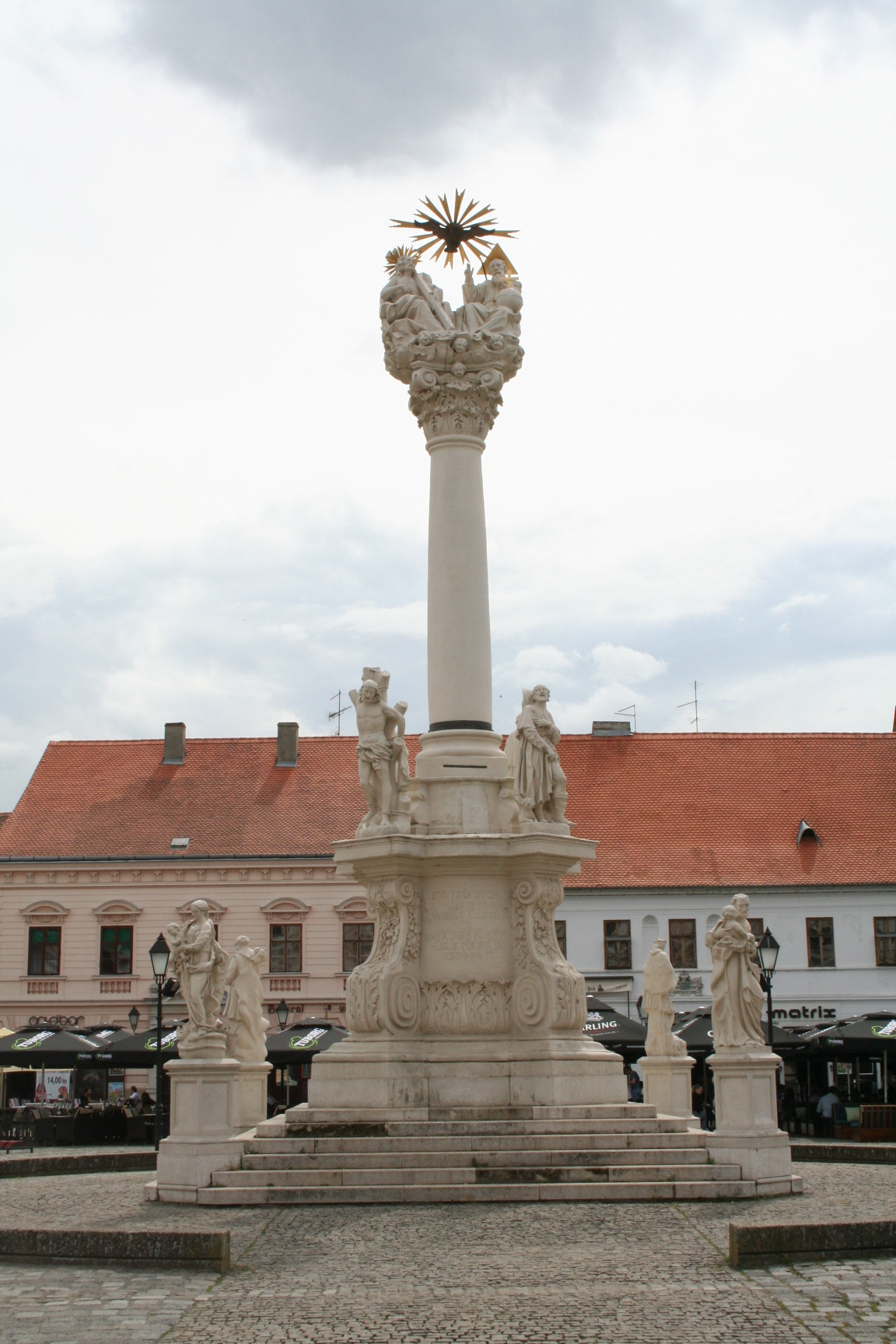
Statue votive de la Sainte-Trinité, à Osijek (Croatie), érigée entre 1729 et 1730 en mémoire d'un vœu contre la peste.

L'Église organise des processions religieuses solennelles pour éloigner les démons, ou des actes de dévotion spectaculaire pour apaiser la colère divine, par exemple la confection de cierges géants, la procession à pieds nus, les messes multiples simultanées ou répétées.
Le culte à la Vierge Marie cherche à répéter le miracle survenu à Rome en 590. Cette année-là, lors de la peste de Justinien, une image de la Vierge censée avoir été peinte par saint Luc, portée en procession dans Rome, avait dissipé aussitôt la peste. À ce culte s'ajoute celui des saints protecteurs de la peste : saint Sébastien et saint Roch.
Des amulettes et talismans sont portés comme le symbole visible d'un pouvoir invisible, par les Juifs, les chrétiens et les musulmans. Les musulmans portent des anneaux où sont inscrits des versets du Coran, quoique l'opinion des lettrés diverge sur ce point, de nombreux textes musulmans sur la peste recommandent des amulettes, incantations et prières contre la peste provenant non pas d'Allah, mais des démons ou djinns.
En Occident, en dépit de la désapprobation de l'Église, les chrétiens utilisent charmes, médaillons, textes de prière suspendus autour du cou. L'anneau ou la bague ornée d'un diamant ou d'une pierre précieuse, portée à la main gauche, vise à neutraliser la peste et tous les venins. C'est l'origine magique, à partir de la pharmacopée arabe, du solitaire ou bague de fiançailles des pays occidentaux.
Les processions de flagellants, notamment à partir de 1349, sont mises en avant comme un effort pour détourner le châtiment divin, tel qu'est perçu le fléau.
Enfin, plus tardivement, sont érigées de monumentales croix et colonnes de peste sur les places publiques.

## Mesures sociales

### Gestion des décès
Par leur nombre, les morts posent un problème aigu au cours de la peste noire. D'abord pour les évaluer, l'habitude est prise de recensements réguliers, avant et après chaque épidémie. Le clergé est chargé d'établir les enregistrements des décès et l'état civil. De nouveaux règlements interdisent de vendre les meubles et vêtements des morts de peste. Leurs biens, voire leur maison, sont souvent brûlés. Dès 1348, des villes établissent de nouveaux cimetières extra muros, Il est désormais interdit d'enterrer autour des églises, à l'intérieur même des villes, comme on le faisait auparavant.
Les règlements de l'époque indiquent que l'on doit enterrer les cadavres de pestiférés au plus tard six heures après la mort. La tâche est extrêmement dangereuse pour les porteurs de morts, qui viennent bientôt à manquer. On paie de plus en plus cher les ensevelisseurs qui seront, dans les siècles suivants, affublés de noms et d'accoutrements divers selon les régions (vêtus de cuir rouge avec grelots aux jambes, ou de casaques noires à croix blanche).

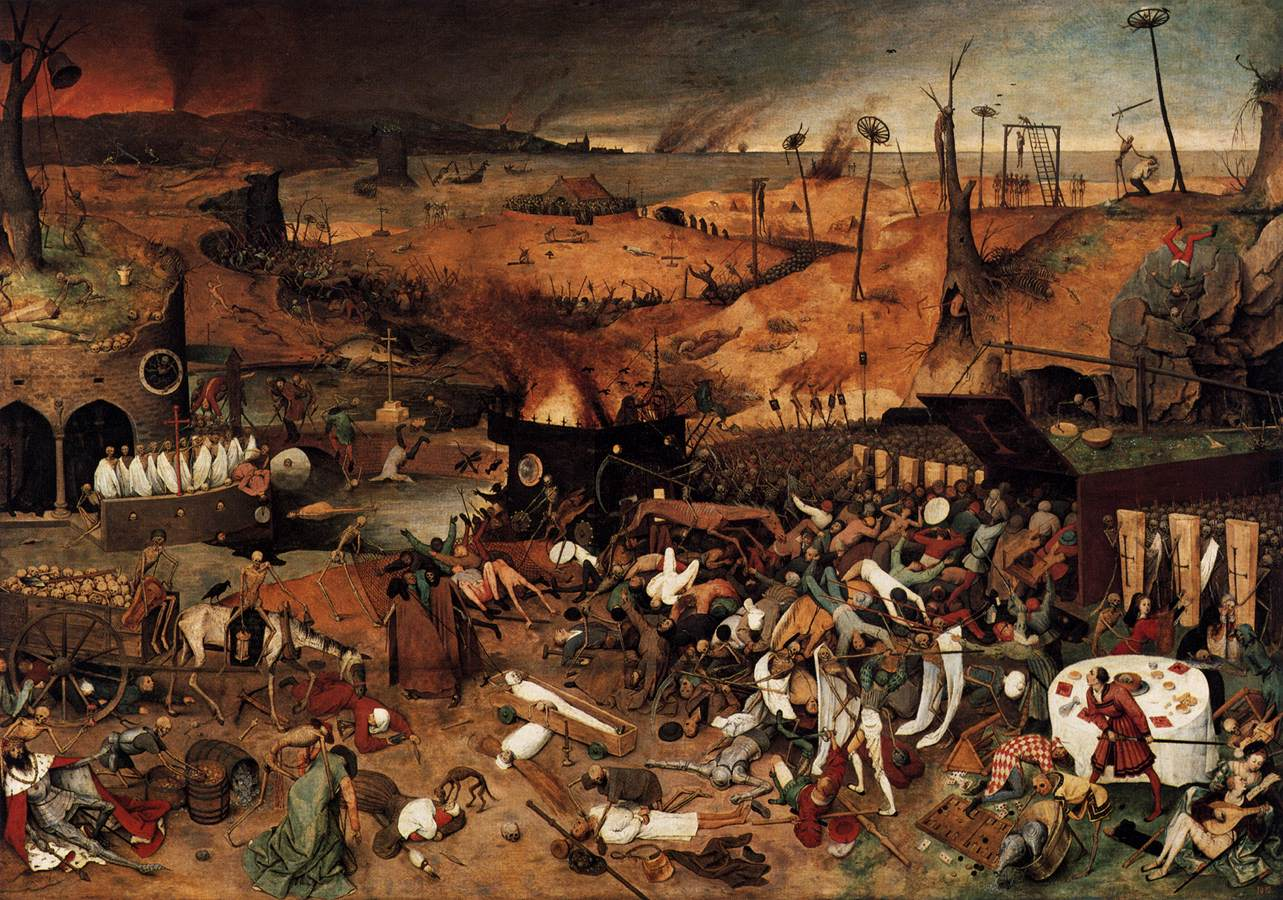
Le triomphe de la mort de 1562, tableau qui illustre l'impression mortelle laissée par les nombreuses guerres et les épidémies (dont la peste noire) ayant marqué et grandement touché la collectivité européenne.

En dernière ressource, on utilise la main-d'œuvre forcée : prisonniers de droit commun, galériens, condamnés à mort… à qui on promet grâce ou remises de peine. Ces derniers passent dans les maisons ou ramassent les cadavres dans les rues pour les mettre sur une charrette. Ils sont souvent ivres, voleurs et pilleurs. Des familles préfèrent enterrer leurs morts dans leur cave ou jardin, plutôt que d'avoir affaire à eux.
Lorsque les rites funéraires d'enterrement, y compris en fosse commune, ne sont plus possibles de par l'afflux de victimes, les corps peuvent être immergés, comme en la Papauté d'Avignon, dans le Rhône en 1348, dont les eaux ont été bénies pour cela par le Pape. De même, à Venise des corps sont jetés dans le Grand Canal, et un service de barges est chargé de les repêcher. Les sources mentionnent rarement l'incinération de cadavres, comme à Catane en 1347 où les corps des réfugiés venus de Messine sont brûlés dans la campagne pour épargner à la ville la puanteur des bûchers.
Pour les trois religions monothéistes, le respect du mort est essentiel, la promesse de vie éternelle et de résurrection dissuade en fait toute crémation ou autre forme de destruction de l'intégrité corporelle. Le rite funéraire est simplifié et abrégé, mais maintenu autant que possible, mais lorsque les membres du clergé eux-mêmes disparaissent, mourir de peste sans aucun rituel devient encore plus terrifiant pour les chrétiens. En pays d'islam, la difficulté de maintenir les rites est plus supportable pour les musulmans car mourir de peste fait partie des cinq martyres (chahid). Comme la mort lors du djihad, elle donne accès immédiat au Paradis.
En Occident, durant la peste noire, la lutte contre les pillages et les violences de foule est d'abord assurée par les sergents de ville ordinaires. Plus tard, les conseils municipaux engagent des troupes spéciales chargées de garder, en temps de peste, les villes désertées par leurs habitants.

### Traités de peste
En Occident médiéval, quand un cas médical nécessitait une seconde expertise, le médecin avait recours à un collègue plus expérimenté qui lui répondait par une lettre de conseils dite consilium. Après la peste de 1348, les consilia de peste disparaissent au profit de tractate ou tractatus de pestilentia qui sont des conseils adressés non pas pour un cas en particulier mais pour toute une collectivité.

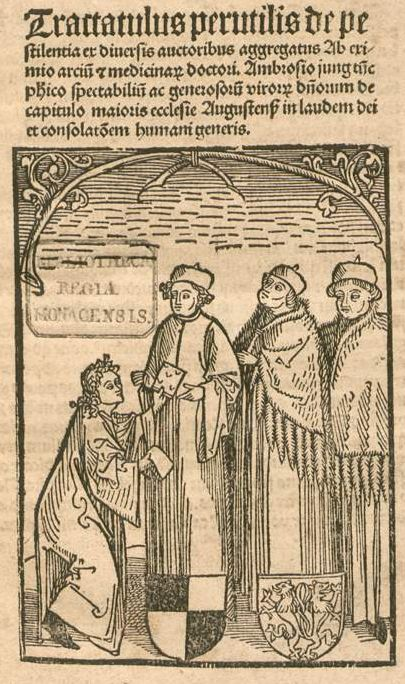
Un traité de peste (Augsbourg, 1493) Tractatus de pestilentia ex diversis auctoribus aggregatus par.

Ces traités de peste paraissent à la demande des autorités. Le premier est celui de Jaume d'Agramunt (en) ou Jacme d'Agramont, professeur à l'Université de Lérida en Aragon Regiment de preservació de pestilència (avril 1348). Le plus célèbre du temps de la peste noire est celui que le roi de France Philippe VI demande à la Faculté de médecine de Paris, le Compendium qui fera autorité et modèle pour les auteurs français et allemands. En Italie, c'est à la requête des autorités de Naples et de Gênes que Gentile da Foligno rédige son Consilia contra pestilentiam.
Les traités restés le plus longtemps populaires sont le De Pestilencia (1364) de Johannes Jacobi (fl. 1364-1384) de l'université de Montpellier, 21 éditions avant 1500, publié jusqu'au XVIe siècle, pas toujours sous son nom, et celui qui est inclus dans la Chirurgia Magna (1363) de Guy de Chauliac (vers 1300-1368), 60 éditions jusqu'au XVIIe siècle.
Les vagues successives de peste jusqu'au XVIIIe siècle produisent de nouveaux traités ou la réédition d'anciens qui se multiplient avec l'invention de l'imprimerie. D'abord rédigés en latin, ils sont vite traduits en langue vernaculaire pour répondre aux besoins du public (plague tract ou tractate en anglais, pestschriften en allemand, traité de peste en français).
En 1925, l'historien allemand Karl Sudhoff dénombre 281 traités de peste, dont 20 écrits entre 1348 et 1353, 77 avant 1400, et 141 avant 1500. Ces textes suivent le même modèle : les causes et le cours de la maladie, les moyens de préservation et les remèdes. Selon l'opinion des auteurs, l'accent est mis sur la théorie humorale, la théorie des miasmes, les causes célestes ou cosmiques, ou la colère divine. Ils n'apportent guère de nouveau par rapport aux auteurs anciens (grecs, latins et arabes), mais rédigés dans un but de charité chrétienne, ils représentent historiquement un premier effort d'instruction populaire de santé à grande échelle contre un péril épidémique,.
Ces traités de peste constituent un genre littéraire qui remporte un vif succès dans le public européen. En Angleterre, ce genre devient politique : la peste est l'occasion de critiques sociales (pamphlets de peste, tels ceux de Thomas Dekker) sous la fin des Tudor et la période Stuart. En France, la peste de Marseille (1720) est celle qui suscite plus de traités de peste qu'aucune autre épidémie comparable.

### Règlements sanitaires
Au début du XIVe siècle, les règlements d'hygiène publique sont pratiquement inexistants, à l'exception de quelques grandes villes d'Italie comme Florence (surveillance du ravitaillement, dont la qualité des viandes, et de la santé des habitants). La peste noire prend la population au dépourvu et elle sera le point de départ des administrations de santé en Europe. Dès 1348 (première année de la peste noire), plusieurs villes italiennes se dotent d'un règlement de peste : Pistoie, Venise, Milan, Parme, etc., tout comme Gloucester en Angleterre. Ces villes interdisent l'entrée des voyageurs et des étrangers venant de lieux infectés.
Les premières villes à édicter un isolement radical de la ville elle-même sont : Reggio en 1374 ; Raguse (Dubrovnik depuis 1918) en 1377 ; Milan (1402) ; Venise (1403). Ces premières mesures sont des tentatives et des tâtonnements, le plus souvent par emprunts d'une ville à l'autre. Elles sont très diverses, depuis l'interdiction de donner le sang des saignées des pestiférés aux pourceaux (Angers, 1410) jusqu'à l'interdiction de vendre des objets appartenant à des pestiférés (Bruxelles, 1439).
Les premiers isolements préventifs (quarantaine) apparaissent à Raguse en 1377 : tous les voyageurs arrivant d'un lieu infecté doivent passer un mois sur une île avant d'entrer dans la ville. Venise adopte le même système la même année en portant le délai à quarante jours, comme Marseille en 1383. Ce système est adopté par la plupart des ports européens durant le XVe siècle.
La quarantaine sur terre est adoptée d'abord en Provence (Brignoles, 1464), et se généralise pour les personnes et les marchandises durant le XVIe siècle. C'est aussi en Provence (Brignoles 1494, Carpentras 1501) qu'apparaît le « billet de santé » ou passeport sanitaire délivré aux voyageurs sortant d'une ville saine, et exigé par les autres villes pour y entrer. L'usage du billet de santé se répand lentement et ne se généralise que vers le début du XVIIe siècle (Paris, 1619).
Peu à peu se mettent en place des « règlements de peste », de plus en plus élaborés au fil du temps : c'est le cas des villes en France à partir du XVe siècle. L'application de ces mesures dépend d'un « bureau de santé » composé de plusieurs personnes ou d'une seule dite « capitaine de santé », le plus souvent dotés d'un pouvoir dictatorial en temps de peste. Cette institution apparaît d'abord en Italie et en Espagne, puis elle gagne le sud-est de la France à la fin du XVe siècle. Elle s'étend lentement au nord de la France (Paris, 1531).
Durant le XVIe siècle, ces règlements sont codifiés par les parlements provinciaux, ajustés et précisés à chaque épidémie au cours du XVIIe siècle. Ils relèvent du niveau gouvernemental au début du XVIIIe siècle.

### Personnels de santé
La cause de la peste est un sujet médical de discussion théologique : dès 1348, la question est posée de savoir dans quelle mesure un médecin doit s'opposer aux conséquences d'une punition divine. Une autre question était de savoir si un médecin peut risquer sa vie pour traiter des cas désespérés.
À la fin du XIIIe siècle, quelques villes italiennes engagent des médecins pour soigner les pauvres (en dehors des œuvres de charité de l'Église). À l'arrivée de la peste, de nouveaux médecins sont engagés à prix d'or (par manque de candidats). En 1348, c'est le cas d'Orvieto et d'Avignon. Des médecins de peste sont ainsi engagés durant les XVe et XVIe siècles, de même que des chirurgiens, apothicaires, infirmiers, sages-femmes… pour assurer les soins en temps de peste, souvent pour remplacer ceux qui ont fui, abandonnant leur poste, car les risques sont considérables.
Selon les sources historiques, le comportement des soignants allait de la fuite au dévouement, mais il est difficile de déterminer dans quelles proportions. Le précepte antique de « fuir vite, loin et longtemps » fait l'objet de discussions au cours de la peste noire. Au XIVe siècle, les professionnels de santé commencent à s'organiser dans la plupart des centres urbains en guilde ou corporations (pour les chirurgiens, barbiers-chirurgiens, apothicaires…) ou en collèges (pour les médecins qui dépendent de l'université ou de villes universitaires). Une éthique professionnelle est en formation, basée sur la nécessaire obtention d'une licence (profession légale protégée), la charité chrétienne et le bien public.
Au moins sur le plan théorique, la fuite est le plus souvent condamnée pour maintenir la réputation publique des médecins. En principe, la démarche médicale est de continuer à suivre les malades (non pestiférés) et à distinguer les cas de peste encore guérissables (soigner au nom de Dieu) et les cas désespérés jugés incurables (dans ce cas l'abandon du patient peut se justifier, précepte qui avait cours dans l'antiquité païenne), d'autant plus que le médecin se distingue ici du charlatan qui tire profit de situations sans espoir. Les médecins étaient de toute façon critiqués : s'ils prenaient la fuite, ils étaient méprisés, et s'ils restaient auprès des malades, ils étaient accusés de le faire pour l'argent en se comportant comme des charlatans,.
En 1364, Jean Jacobi de Montpellier, dans son De pestilencia, propose aux médecins de rester auprès des pestiférés tout en prenant toutes les précautions imaginables, comme de les examiner par la fenêtre, et s'il faut les approcher, de placer une éponge trempée de vinaigre devant la bouche et le nez,.
Des témoignages historiques montrent aussi des exemples de dévouement héroïque comme celui de Gentile da Foligno mort de la peste noire en 1348 en soignant ses malades. Sa mémoire reste honorée à Pérouse et Foligno.

## Influences artistiques et culturelles

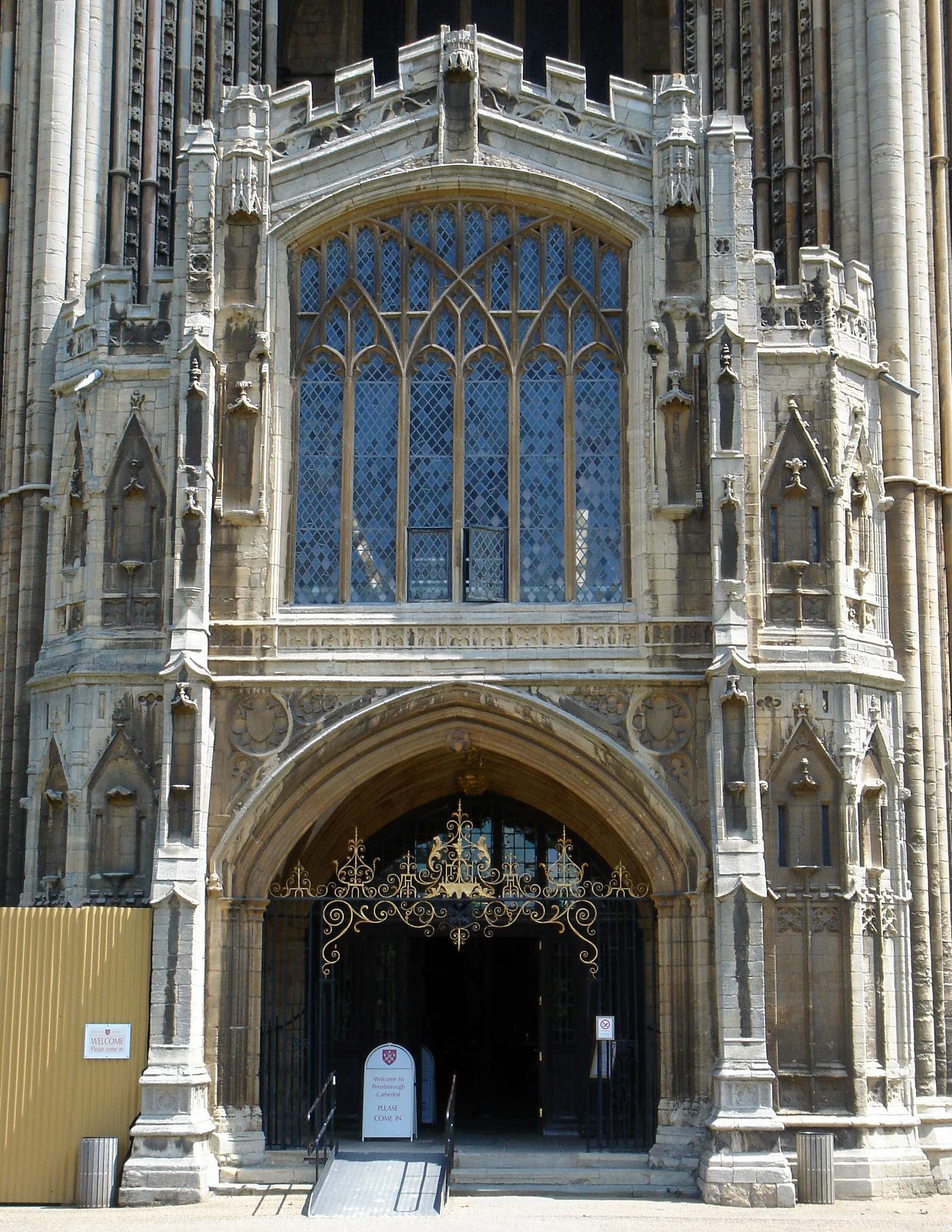
Porche central, de style gothique perpendiculaire, de la cathédrale de Peterborough.

La mort d'artistes, d'ouvriers qualifiés, de mécènes, etc., entraîne des effets directs, notamment l'arrêt ou le ralentissement de la construction des cathédrales, comme celle de la cathédrale de Sienne, dont le projet initial ne sera jamais réalisé. Des historiens anglais attribuent l'apparition du style gothique perpendiculaire aux restrictions économiques liées à la peste noire. En France, la plupart des grands chantiers ne reprendront qu'après 1450.
Sur les lieux où la peste s'arrête ou se termine, des chapelles ou autres petits édifices dédiés (chapelles votives, oratoires…) sont construits invoquant ou remerciant la Vierge Marie, des saints locaux, Saint Sébastien ou Saint Roch…
Paradoxalement en Italie (particulièrement à Sienne et à Florence) une recrudescence de commandes d'art permet de perpétuer le souvenir des familles décimées par la peste et surtout des survivants ayant hérité des biens familiaux : « Le spécialiste de la peste noire en Europe, le professeur Samuel Kline Cohn, a analysé 3 226 testaments du XIIe siècle à 1425. Il en ressort que de 1364 à 1375, les testaments contiennent essentiellement des commandes d’œuvres d’art, chapelles ou peintures pour glorifier le (futur) défunt et sa lignée ».}

### Sensibilités religieuses
La crainte, de la part des familles riches, des enterrements de masse et des fosses communes, entraîne par réaction un développement de l'art funéraire : caveaux et chapelles familiales, tombes monumentales… Le gisant, statue mortuaire représentant le défunt dans son intégrité physique et en béatitude, tend à être remplacé par un transi, représentant son cadavre nu en décomposition.
La peste marque également la peinture. Selon Meiss, les thèmes optimistes de la Vierge à l'enfant, de la Sainte Famille et du mariage laissent la place à des thèmes d'inquiétude et de douleurs, comme la Vierge de pitié qui tient, dans ses bras, son fils mort descendu de la croix, ou encore celui de la Vierge de miséricorde ou « au manteau » qui abrite et protège l'humanité souffrante.
La représentation du Christ en croix passe du Christ triomphant sur la croix à celle du Christ souffrant sur la croix où un réalisme terrible détaille toutes les souffrances : les sueurs de sang, les clous, les plaies, et la couronne d'épines.
La représentation du supplice de saint Sébastien évolue : de l'homme mûr habillé, à celle d'un jeune homme dénudé, juste vêtu d'un pagne à l'image du Christ.
Les thèmes millénaristes sont mis en avant : ceux de la fin des temps, de l'Apocalypse et du jugement dernier. Par exemple, en tapisserie la Tenture de l'Apocalypse, dans l'art des vitraux, ceux de la cathédrale d'York.

### Macabre et triomphe de la mort

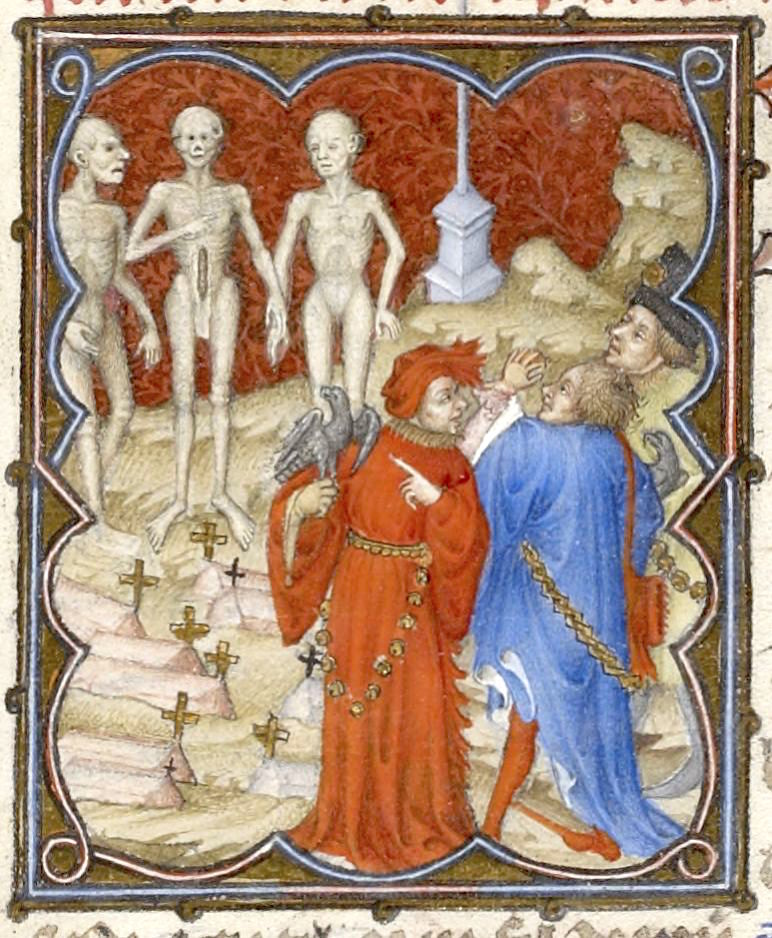
Rencontre des trois morts et des trois vifs (Les Petites Heures de Jean de Berry).

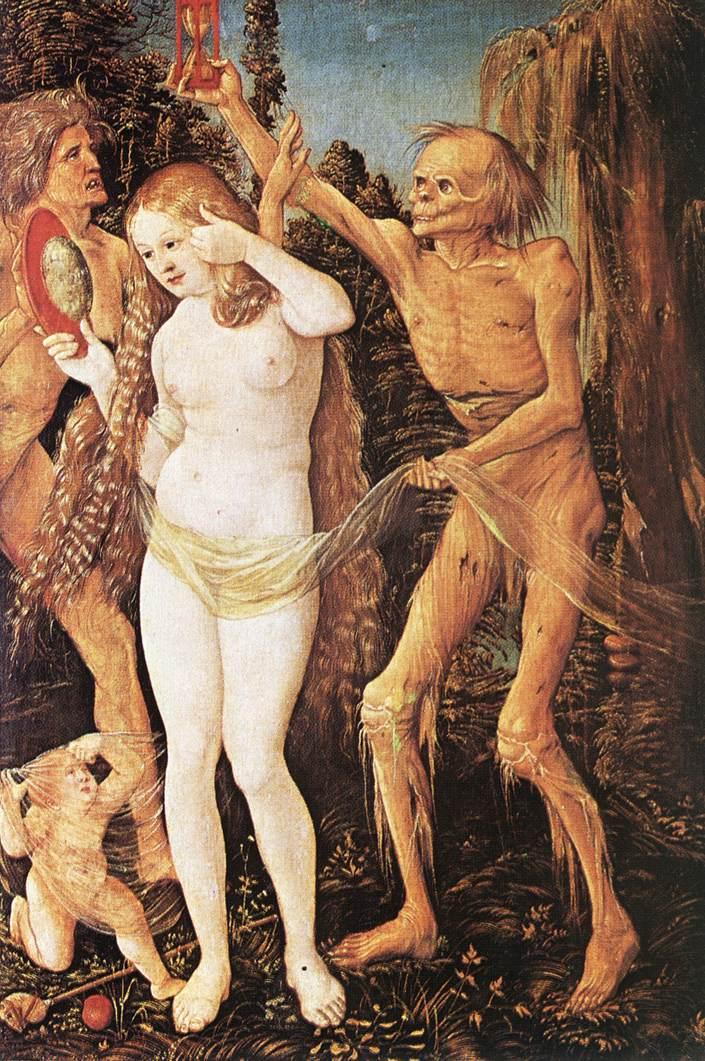
La Mort et les Trois Âges de la femme (Hans Baldung, 1510).

L'omniprésence de la mort souligne la brièveté et la fragilité de la vie, thème traité par des poètes comme Eustache Deschamps, Charles Chastellain, Pierre Michault… jusqu'à François Villon. La poésie amoureuse insiste sur la mort de l'être aimé et le deuil inconsolable.
Selon Michel Vovelle, le thème de la vie brève s'accompagne d'une « âpreté à vivre », avec la recherche de joies et de plaisirs, comme dans l'œuvre de Boccace, le Décaméron.
Dès le XIIIe siècle, des thèmes macabres apparaissent comme le Dit des trois morts et des trois vifs sur des fresques ou des miniatures, où de jeunes gens rencontrent des morts-vivants qui leur parlent : « nous avons été ce que vous êtes, vous serez ce que nous sommes ». Apparu en Italie et en France, ce thème se répand et se développe jusqu'au XVIe siècle. Un autre thème plus célèbre est celui de la danse macabre où les vivants dansent avec les morts, ce thème se retrouve surtout sur les fresques d'églises de l'Europe du Nord.
Selon Vovelle : « C'est à peine exagérer que de dire que, jusqu'à 1350, on n'a point su comment représenter la mort, parce que la mort n'existait pas ». De rares représentations avant cette date, la montrent comme un monstre velu et griffu, à ailes de chauve-souris. Cette mort figurée perd ses références chrétiennes en rapport avec le péché et le salut.
Elle devient une image autonome et « laïque » : c'est un transi avec une chevelure féminine, qui se décharne de plus en plus jusqu'au squelette proprement dit. C'est la mort implacable, d'origine pré-chrétienne, celle que rappelle le Memento mori.
Cette mort monte à cheval, armée d'une faux ou d'un arc, elle frappe en masse. C'est le thème du triomphe de la mort, dont les représentations les plus célèbres sont celles du palais Sclafani à Palerme, et Le Triomphe de la Mort de Brueghel.
Au XVe siècle, et jusqu'à 1650, toute une littérature se développe sur « l'art de bien mourir », c'est l'Ars moriendi. Il s'agit de rituels destinés à se substituer à l'absence de prêtres (en situation d'épidémie de peste). Différentes versions apparaissent après la Réforme : anglicane, luthérienne et calviniste.
Des thèmes picturaux se rattachent directement à la peste noire, comme celui du nourrisson s'agrippant au sein du cadavre de sa mère. Selon Mollaret, ces œuvres « sont d'hallucinants documents, en particulier lorsqu'elles furent peintes par des artistes ayant personnellement vécu la peste ».
Avec Hans Baldung (1484-1545) apparaît le thème de la femme nue au miroir où la mort montre un sablier. Ce serait un premier exemple de peintures de vanité, où la mort-squelette laisse la place à des objets symboliques : sablier, horloge, lampe éteinte, bougie presque consumée, crâne, instrument de musique aux cordes brisées…

### Poésie en Islam
De nombreux passages poétiques sont incorporés dans des chroniques historiques ou médicales, comme celles de Ibn al-Wardi (en) (mort en 1349) d'Alep, ou d'Ibrahim al-Mimar du Caire. Les descriptions poétiques de la peste noire expriment l'horreur, la tristesse, la résignation religieuse mais aussi l'espoir des musulmans en situation épidémique.

## Dans la culture contemporaine

### Littérature et cinéma
Plusieurs uchronies ont été écrites sur le thème de la peste noire. Ainsi, dans La Porte des mondes de Robert Silverberg, l'auteur imagine que la peste noire est bien plus meurtrière, éliminant les trois quarts de la population européenne et changeant complètement l'histoire du monde. Cette idée est également reprise par Kim Stanley Robinson dans Chroniques des années noires, mais dans cette uchronie c'est la totalité des habitants de l'Europe qui périt, entraînant, de la même façon que dans le roman précédent, une histoire complètement différente de celle que l'on connaît.
Connie Willis donne aussi ce cadre à son roman, Le Grand Livre, où une historienne du XXIe siècle qui voyage dans le temps tombe par erreur en pleine peste noire, la confrontant ainsi aux horreurs de cette pandémie.
Ken Follett représente bien les conséquences de la peste noire dans son roman Un monde sans fin où les habitants de la ville fictive de Kingsbridge doivent affronter l'épidémie. L'auteur s'attarde particulièrement sur les différentes stratégies pour guérir les malades et les mesures entreprises par la ville pour diminuer la propagation de la peste.
Le Septième Sceau (Det sjunde inseglet) est un film suédois d'Ingmar Bergman, sorti en 1957, qui évoque la mort jouant aux échecs pendant une épidémie de peste avec un chevalier revenant des croisades.
Le joueur de flûte est un film américano-britannique, réalisé par Jacques Demy en 1971, sorti en 1972. Il s'agit d'une adaptation de la légende allemande Le Joueur de flûte de Hamelin, rapportée par les frères Grimm.
Les premiers romans post-apocalyptiques traitent de civilisations détruites par la peste : Le Dernier Homme de Mary Shelley (1826) ou encore La Peste écarlate de Jack London (1912).
Sur fond de rivalité entre franciscains et dominicains, Antoine Sénanque, dans le roman Croix de cendre (2023), suggère que les dominicains, après la levée du siège de Caffa, ont privilégié leur retour en Europe par la terre, disséminant ainsi les germes de la peste dans tout le continent.

### Jeux vidéo
- Dans Medieval II: Total War, la peste noire frappe l'Europe à partir du tour 135, décimant aussi bien les unités militaires que les habitants, ce qui provoque une baisse notable de l'ordre public, augmentant ainsi les risques de révoltes. Elle reste environ une dizaine de tours, et elle frappe les régions les plus éloignées de l'Italie sur la carte en dernier (telles que l'Égypte).
- A Plague Tale: Innocence, publié en 2019, et sa suite, A Plague Tale: Requiem, sortie en 2022, se déroulent en pleine guerre de Cent Ans ; la peste noire et les invasions de rats sont utilisés comme des éléments de gameplay, notamment pour la résolution d'énigmes, et la progression de l'épidémie est associée à une mystérieuse affection héréditaire, la Macula.
- Crusader Kings 2 : The Reaper's Due : le DLC du jeu de gestion ajoute des problématiques liées aux épidémies et aux différentes façons de les gérer. La peste noire y apparaît via un événement et peut évoluer plus ou moins fidèlement à la réalité.
- Crusader Kings III : Depuis la mise à jour 1.12.0 Legend of the Dead, la peste noire peut apparaître via un événement historique ou à d'autres dates, selon les paramètres de jeu.

### Filmographie
- Le Septième Sceau (1957), film d'Ingmar Bergman sur la rencontre entre un chevalier de retour de croisade et la Mort.
- Le Joueur de flûte (1972), film de Jacques Demy sur une légende germanique se déroulant durant la période de la peste noire.
- Le Dernier des Templiers (2010), film de Dominic Sena : durant les croisades du XIVe siècle, une jeune sorcière est soupçonnée d'être à l'origine d'une épidémie de la peste noire. Deux chevaliers templiers déserteurs, Behmen (Nicolas Cage) et Felson (Ron Perlman), sont chargés par l'Église catholique romaine de la convoyer vers un monastère de moines exorcistes détenteurs d'un manuscrit du roi Salomon.
- Black Death (2010), film de Christopher Smith : en pleine épidémie, le jeune moine Osmund (Eddie Redmayne) est chargé de mener le chevalier Ulrich (Sean Bean) et son groupe de mercenaires vers un village que la rumeur dit être épargné par la peste et abritant un nécromancien capable de ramener les morts à la vie.
- L'Oracle (2013), de Philipp Stölzl.